# Thrypticus pusillus
Thrypticus pusillus är en tvåvingeart som beskrevs av Aldrich 1901. Thrypticus pusillus ingår i släktet Thrypticus och familjen styltflugor. Inga underarter finns listade i Catalogue of Life.